# Боско Сант'Иполито
Боско Сант'Иполито је насеље у Италији у округу Ређо ди Калабрија, региону Калабрија.
Према процени из 2011. у насељу је живело 988 становника. Насеље се налази на надморској висини од 24 м.